# Umpa-pa
Umpa-pa (Oumpah-Pah) er en fransk tegneserie om en indianer ved navn Umpa-pa og hans franske ven Henri Creme de la Creme.
Tegneserien er skrevet af René Goscinny og tegnet af Albert Uderzo. Serien er tegnet mellem 1951 og 1961 og er en forløber for deres succes
Asterix.

## Historier og udgaver
Det blev til 5 historier i denne serie, hver på 30 sider. De 5 historier er udgivet i to albumserier på dansk i henholdsvis 1973 og 1999-2001. Desuden blev de to første historier udgivet i to album i 1977. Forlaget Gutenberghus / Egmont Serieforlaget, som også udgav Asterix, har stået for alle udgaverne hidtil.
I 2019 overtog forlaget Cobolt Asterix og genudgiver serien i luksusbogserien Den store Asterix. Forlaget har planer om at udgive Umpa-pa i en tilsvarende bog.
Historiernes titel kan variere noget i de forskellige danske udgaver som angivet i oversigten.
| Umpa-pa – oversigt |                         |                               |             |                                                             |                |                |                |                              |
| Nr.                | Originaludgave          | Originaludgave                | Antal sider | Danske udgaver                                              | Danske udgaver | Danske udgaver | Danske udgaver | Danske udgaver               |
| Nr.                | Premiere                | Fransk titel                  | Antal sider | Danske titler                                               | 1. serie       | 2. serie       | 3. serie       | Bog                          |
| 0                  | 1951                    |                               |             | Umpa-pa prolog: Første skitser                              |                |                | Album nr. 1    | Den store Umpa-pa (planlagt) |
| 1                  | 1958-04-02 – 1958-07-09 | Oumpah-Pah le Peau-Rouge      | 30          | Rødhuden Umpa-pa og Tveskalp Umpa-pa og Tveskalp            | Album nr. 1    | Al. nr. 1      | Album nr. 1    | Den store Umpa-pa (planlagt) |
| 2                  | 1958-11-26 – 1959-05-27 | Sur le sentier de la guerre   | 30          | Umpa-pa og de rænkefulde pjatfødder Umpa-pa og pjatfødderne | Album nr. 1    | Al. nr. 2      | Album nr. 2    | Den store Umpa-pa (planlagt) |
| 3                  | 1959-06-03 – 1959-09-09 | Oumpah-Pah et les pirates     | 30          | Umpa-pa og piraterne                                        | Album nr. 2    |                | Album nr. 2    | Den store Umpa-pa (planlagt) |
| 4                  | 1960-04-20 – 1960-11-24 | Mission secrète               | 30          | Umpa-pa ved Solkongens hof Umpa-pa på hemmelig mission      | Album nr. 2    | Album nr. 3    |                | Den store Umpa-pa (planlagt) |
| 5                  | 1961-12-12 – 1962-05-08 | Oumpah-Pah contre Foie-malade | 30          | Umpa-pa og store høvding "Frådende Vanvid"                  | Al. nr. 3      | Album nr. 3    |                | Den store Umpa-pa (planlagt) |